# District de Mỹ Tú
Mỹ Tú est un district de la province de Sóc Trăng dans le delta du Mékong au sud du Viêt Nam. 

## Géographie
La superficie de Mỹ Tú est de 588 km2. 
Le chef-lieu du district est Huỳnh Hữu Nghĩa.